# Priscula huila
Priscula huila är en spindelart som beskrevs av Huber 2000. Priscula huila ingår i släktet Priscula och familjen dallerspindlar.
Artens utbredningsområde är Colombia. Inga underarter finns listade i Catalogue of Life.